# Pooh Jeter
Pooh Jeter (Los Angeles, Estats Units, 2 de desembre de 1983) és un jugador professional de bàsquet estatunidenc amb nacionalitat ucraïnesa. Juga a la posició de base.

## Clubs
- Temporada 2002-2003: Portland Pilots,  Estats Units (NCAA)
- Temporada 2003-2004: Portland Pilots,  Estats Units (NCAA)
- Temporada 2004-2005: Portland Pilots,  Estats Units (NCAA)
- Temporada 2005-2006: Portland Pilots,  Estats Units (NCAA)
- Temporada 2006-2007: Colorado 14ers,  Estats Units (D-League)
- Temporada 2007-2008: BC Kiev,  Ucraïna (Superleague)[2]
- Temporada 2008-2009: Menorca Bàsquet, (ACB)[3]
- Temporada 2009-2010: Club Baloncesto Málaga, (ACB)[4] i Hapoel Jerusalem BC,  Israel (Premier League)[5][6]
- Temporada 2010-2011: Sacramento Kings,  Estats Units (NBA)[7]
- Temporada 2011-2012: Club Joventut de Badalona (ACB)[8]
- Temporada 2012-2013: -

## Palmarès
- Temporada 2007-08: Subcampió de la Superleague d'Ucraïna amb el BC Kiev
- Temporada 2007-08: Subcampió de la Copa d'Ucraïna amb el BC Kiev.

### Distincions Individuals
- Temporada 2008-09. Menorca Bàsquet. ACB. Jugador de la Jornada 12.[9]